# 비용함수
경제학에서, 비용함수는 어떤 생산량에서의 최소 생산비용을 대응한 함수이다. 이를 그림으로 나타낸 그래프를 비용곡선이라 한다. 고정 생산요소의 존재여부에 따라 장기와 단기 비용곡선을 나누며, 총비용함수 {\displaystyle TC=TC(Q)}에서 한계비용함수와 평균비용함수를 유도한다.

## 비용함수의 종류
- 총비용함수: {\displaystyle TC=TC(Q)}
- 평균 비용: {\displaystyle AC={\frac {TC}{Q}}}
- 한계 비용: {\displaystyle MC={\frac {dTC}{dQ}}}
- 여기서 한계비용곡선은 반드시 평균비용이 최소가 되는 점을 통과하며, 평균비용이 최소화되는 산출량이 기업의 효율적 생산량(efficient scale)이 된다.[1]

## 장기 생산비용과 단기 생산비용의 구분

장기 총비용곡선과 단기 총비용곡선 사이의 관계

장기와 단기의 구분은 고정 생산요소의 존재 여부에 따라 결정된다. 단기의 경우에는 투입량을 변화시킬 수 없는 하나 이상의 고정 생산 요소가 존재하는 경우를 의미한다. 장기에는 모든 생산요소가 가변 요소인 경우이다. 따라서 장기 비용함수(Long-run cost function; LTC)의 경우 {\displaystyle LTC(0)=0}이 반드시 성립한다. 한편 단기 비용함수(short-run cost function)의 경우 고정 생산요소가 적어도 하나 이상 존재하기 때문에 생산량에 따라 비용이 변화하는 가변비용(variable cost)와 고정비용(fixed cost)의 합으로 결정되기 때문에 {\displaystyle STC(0)\not =0}이 된다. 단기생산비용은 장기생산비용과 접하는 점을 제외하고는 항상 장기생산비용보다 크다.

### 단기평균비용과 장기평균비용

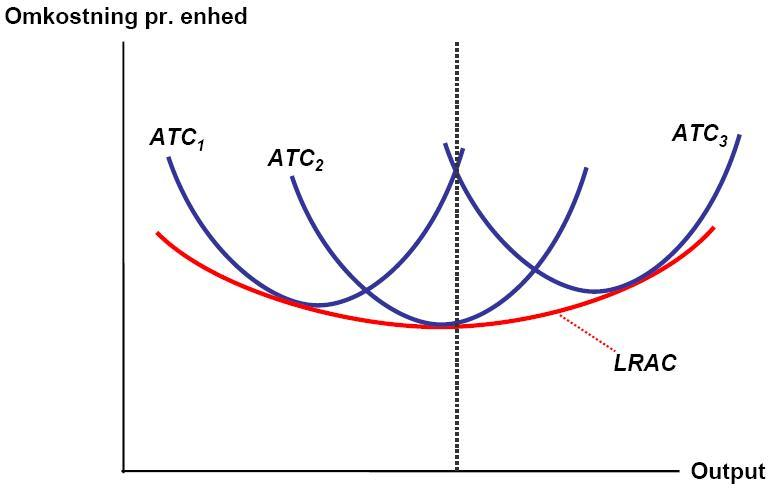
단기평균비용곡선과 장기평균비용곡선

장기평균비용곡선은 단기평균비용함수(SAC)에서의 고정 요소를 변화시켰을 때의 각 곡선에 대한 포락선(envelope curve)의 형태를 이룬다. 즉, 단기 비용을 산출할 때 자본 K를 고정시킨 상태로 평균비용곡선을 그렸다면, 장기 평균비용곡선을 그릴 때는 {\displaystyle K=K_{1},K_{2},...}에서 각각의 단기평균비용곡선과 접하는 곡선을 장기평균비용이라 할 수 있다. 장기에는 기업들이 더욱 융통성을 발휘할 수 있다는 점에서 단기에서보다 장기에서 평균비용곡선이 완만하게 그려지며, 단기비용이 장기비용곡선에 접하거나 그 위에 그려진다.

## 규모의 경제
산출량을 늘릴수록 비용이 감소할 때, 즉, 평균비용이 감소하는 구간에서 기업은 규모의 경제를 누린다. 한편 평균비용이 증가하는 구간에서는 규모의 불경제가 일어난다.

## 같이 보기
- 비용과 기회 비용
- 한계 비용
- 생산함수